# Андріанов Василь Іванович
Андріа́нов Васи́ль Іва́нович (нар. 13 серпня 1920 — пом. 7 травня 1999) — радянський військовий льотчик-штурмовик, учасник Другої світової війни, двічі Герой Радянського Союзу, генерал-майор авіації (1971).

## Біографія
Народився 13 серпня 1920 року в селі Іванісово (тепер Бежецький район Тверської області) в селянській родині. Росіянин. Член ВКП(б) з 1944 року.
Закінчив середню школу. У 1939 році закінчив Смоленський кооперативний технікум.
До РСЧА призваний у 1940 році. У 1943 році закінчив Пермську військову авіаційну школу пілотів.
На фронтах Німецько-радянської війни з червня 1943 року. Воював на Степовому, 2-у та 1-у Українських фронтах.
Бойове хрещення отримав на Курській дузі в складі 667-го штурмового авіаційного полку 292-ї штурмової авіаційної дивізії. 24 липня 1943 року в групі штурмовиків Іл-2 брав участь в штурмовкі залізничної станції Бєлгород.
Брав участь в Корсунь-Шевченківській, Умансько-Ботошанській, Яссько-Кишинівській операціях, в боях за Львів, при розширенні Сандомирського плацдарму, форсуванні річок Дніпро, Прут, Серет, Вісла, Одер.
Війну закінчив у Берліні. Всього за роки війни здійснив 177 бойових вильотів. Особисто знищив 50 танків, 200 автомашин, 25 зенітно-артилерійських батарей, 13 складів і багато іншої техніки та живої сили супротивника. В 37 повітряних боях збив 6 ворожих літаків.
Після війни продовжив військову службу в ВПС СРСР. У 1950 році закінчив Військово-повітряну академію, у 1960 році — Академію Генштабу.
До 1981 року перебував на викладацькій роботі і Військовій академії Генерального штабу.
Мешкав у місті Москва. Помер 7 травня 1999 року. Похований на Троєкуровському цвинтарі Москви.

## Нагороди
Указом Президії Верховної Ради СРСР від 1 липня 1944 року молодший лейтенант Андріанов Василь Іванович за 87 успішних бойових вильотів на штурмовку скупчень ворожих військ і техніки в боях за Бєлгород, Харків, на полтавському й кіровоградському напрямках, удостоєний звання Героя Радянського Союзу з врученням ордена Леніна і медалі «Золота Зірка» (№ 1976).
Указом Президії Верховної Ради СРСР від 27 червня 1945 року за 90 бойових вильотів в боях під Львовом, на Сандомирському плацдармі та на інших рубежах, гвардії капітан Андріанов Василь Іванович нагороджений другою медаллю «Золота Зірка» (№ 6036).
Нагороджений орденом Леніна (1.07.1944), трьома орденами Червоного Прапора (4.10.1943, 17.07.1944, 25.04.1945), орденом Олександра Невського (22.02.1945), двома орденами Вітчизняної війни 1-го ступеня (31.08.1943, 11.05.1985), орденами Червоної Зірки, «За службу Батьківщині в Збройних Силах СРСР» 3-го ступеня, Слави 3-го ступеня (28.12.1943) й медалями.

## Пам'ять
В селищі Сонково Тверської області встановлено бронзове погруддя Героя. Меморіальна плита з його ім'ям встановлена біля Стели пам'яті в місті Бежецьк Тверської області.